# Vlastimil Kopecký
Vlastimil Kopecký byl český fotbalista,  člen SK Slavia Praha v letech 1932–1950 a reprezentant Československa. Po Josefu Bicanovi také druhý nejlepší střelec historie nejvyšší české ligy. Je  považován za jednoho z nejlepších fotbalistů 20. století. 

## Život
Vlastimil Kopecký se narodil v severočeské obci Vilémov. Když mu bylo deset let, rodina se odstěhovala do Lucemburské ulice na pražských Vinohradech. Otec byl úředníkem knižního nakladatelství, matka milovala hudbu a Vlastimil se starším bratrem Miroslavem navštěvovali hodiny klavíru. Po vystudování žižkovského reálného gymnázia, pokračoval ve studiu na obchodní akademii v Resslově ulici. Maturoval v roce 1932. 
Od roku 1932 se věnoval především fotbalové kariéře, která skončila na podzim roku 1950 na zásah sportovních funkcionářů tehdejšího komunistického režimu. Kopecký musel ze Slavie odejít kvůli obvinění, že byl jedním z iniciátorů nepovoleného exhibičního zápasu. Byl doživotně vyloučen ze Sokola, který byl zastřešující organizací všech sportovců.  Po zrušení trestu se i Kopecký na hřiště vrátil a ještě dvě sezony hrál za Tatran Stavební závody Praha.
V zaměstnání pak střídal různé profese, mj. byl opravářem hromosvodů, lešenářem či závozníkem. Roku 1958 se stal na půl roku trenérem ligové Slavie, tehdy Dynama Praha. Poté ho velký slávista, režisér Bořivoj Zeman, zaměstnal jako osvětlovače na Barrandově. Od začátku šedesátých let pracoval jako zásobovač v n. p. Energovod, patronátním podniku Slavie, v němž pracovali současní i bývalí hráči klubu. 
V roce 1967 zemřel při utkání Staré gardy Slavie v Hlinsku na srdeční infarkt.

## Sportovní kariéra
Fotbal hrál už jako kluk, věnoval mu veškerý volný čas. Podporoval ho v tom otec, který byl velkým fanouškem Slavie.
V roce 1927 se přihlásil do klubu Rapid Vinohrady, i když pro svou drobnou postavu (měřil 170 cm) byl zpočátku přijímán s nedůvěrou. Brzy se však projevila jeho výborná technika s míčem, kterou vynahradil tělesné nedostatky. Stal se platným členem dorosteneckého týmu. V patnácti letech už reprezentoval Prahu v utkání proti Pardubicím. V březnu 1930 nastoupil v prvním týmu dospělých Rapidu proti Čechii Karlín. Kopecký dal čtyři góly a na dva nahrál.
V roce 1932 přestoupil do prvoligového SK Slavia Praha, když ho předtím odmítla Sparta kvůli malé výšce. Už ve své první ligové sezóně byl nejlepším střelcem Slavie a druhý nejlepší v lize. Ve Slavii strávil zbytek své fotbalové kariéry až do roku 1950. Za dobu jeho působení získala Slavia desetkrát mistrovský titul a v roce 1938 vyhrála Středoevropský pohár.
Svůj první reprezentační zápas za Československo proti Švýcarsku hrál v dubnu 1932. Během kariéry sehrál v reprezentaci celkem 26 zápasů a zaznamenal 8 gólů. 
Hrál na postech levé spojky, ale i krajního záložníka či obránce. Byl jedním z nejtechničtějších fotbalistů české historie. Ačkoliv byl menší postavy byl vynikajícím hlavičkářem a excelentním střelcem i nahrávačem. Projevilo se to ve spolupráci na hřišti s Antonínem Pučem a především Josefem Bicanem, se kterým ve Slavii vytvořil nebezpečnou útočnou dvojici. Byli přáteli i v soukromí. 
V anketě italského listu La Gazetta dello Sport z roku 1939 byl označen za nejlepšího krajního záložníka Evropy.
Je na druhém místě v Klubu ligových kanonýrů za Pepi Bicanem – tito dva hráči jako jediní v České republice překonali hranici 200 ligových branek. Bican vstřelil 447 ligových branek (druhým nejlepším kanonýrem všech dob, hned za Pelém); Vlastimil Kopecký 252, s velkým náskokem před dalšími. Všechny ligové branky vstřelil ve Slavii Praha, za niž hrál přes 30 let.

## Statistika
- započítané ligové branky (rozhodující pro Klub ligových kanonýrů): 252
- ligová premiéra: 3. dubna 1932 v dresu Slavie
- první branka: 9. dubna 1932 v dresu Slavie
- stá ligová branka: 10. října 1937 v dresu Slavie
- poslední ligový zápas: 30. září 1950 v dresu Slavie